# Кюити Токуда
Токуда Кюити (яп. 徳田 球一; 12 сентября 1894 — 14 октября 1953, Пекин) — деятель рабочего движения Японии, лидер Коммунистической партии Японии.

## Биография

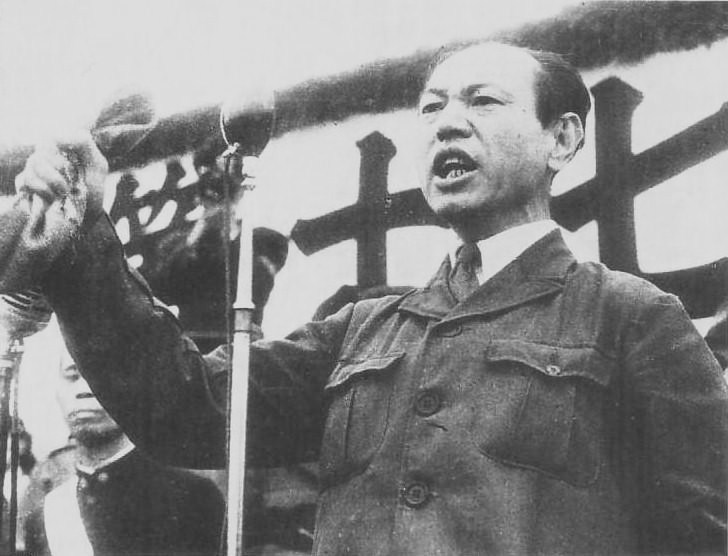
Кюити Токуда на митинге. 1946 г.

Родился в деревне Наго префектуры Окинава в семье рабочего-печатника. В августе 1918 года принял участие в массовых антиправительственных выступлениях («рисовые бунты») в Токио. После окончания юридического факультета Токийского университета Нихон (1920) вёл активную политическую деятельность.
Как представитель группы марксистов Суйёкай (Общество среды) участвовал в работе 1 съезда коммунистических и революционных партий Дальнего Востока в Москве (январь — февраль 1922). После возвращения в Японию стал одним из основателей компартии Японии (КПЯ) и на её нелегальном учредительном съезде (15 июля 1922) избран членом ЦК КПЯ. В 1923—27 вместе с Сэн Катаяма, Масаноскэ Ватанабэ,  Сеити Итикава возглавил борьбу партии против правооппортунистического ликвидаторского уклона Х. Ямакава и левооппортунистического сектантского уклона К. Фукумото и их сторонников. В 1926—27 дважды нелегально выезжал из Японии для участия в работе Исполкома Коминтерна.
В феврале 1928 года был арестован и после почти 7-летнего судебного разбирательства в октябре 1934 приговорён за революционную деятельность к 10 годам тюремного заключения, которое отбывал в каторжной тюрьме Абасири (на острове Хоккайдо) и др. тюрьмах. По истечении 10-летнего срока не был освобожден и вышел из тюрьмы только 10 октября 1945 года, уже после поражения Японии во Второй мировой войне. Японские власти неоднократно предлагали ему помилование в обмен на отречение от коммунистических идей, но он отказывался, из-за чего провел в заключении более 17 лет. После войны КПЯ опубликовала книгу Токуды Кюити и осуждённого с ним товарища-коммуниста Ёсио Сиги «Восемнадцать лет в тюрьме».
После освобождения продолжил активную деятельность и на 4 съезде КПЯ в декабре 1945 был избран её генеральным секретарём. С января 1946 депутат японского парламента. Однако в июне 1950 года американские оккупационные власти опять запретили КПЯ и разгромили редакцию её центральной газеты «Акахата». Токуда из-за угрозы ареста был вынужден уйти в подполье. Находясь на нелегальном положении и несмотря на начавшуюся тяжёлую болезнь, продолжал руководить КПЯ. Затем выехал для лечения в КНР, где вскоре умер.
Из-за преследований коммунистов о смерти генсекретаря Токуда было объявлено только 29 июля 1955 года на 6 Национальной конференции партии, легально проведённой в Токио.

## Интересный факт
Константин Симонов был лично знаком с Кюити Токудой и посвятил его судьбе стихотворение «Нет!».

## Сочинения
- К.Токуда. Вага омоидэ (Мои воспоминания), Токио, 1948.
- Кьюти Токуда. К 30-й годовщине Коммунистической партии Японии // Правда : газета. — М.: Правда, 1952. — № 215,216 (12418).